# Marília Mendonça
Marilia Mendonça (n. 22 iulie 1995, Cristianópolis, Goiás, Brazilia – d. 5 noiembrie 2021, Piedade de Caratinga, Minas Gerais, Brazilia) a fost o cântăreață, compozitoare și instrumentistă braziliană. 
Născută în Cristianópolis și crescută în Goiânia, ea a avut primul contact cu muzica prin intermediul bisericii și a început să compună la vârsta de 12 ani, continuând să scrie cântece pentru mai mulți cântăreți, precum melodiile „Minha Herança” (João Neto & Frederico), „Muito Gelo, Pouco Whisky” (Wesley Safadão), „Até Você Voltar”, „Cuida Bem Dela”, „Flor e o Beija-Flor” (Henrique & Juliano), „Ser Humano ou um Anjo” (Matheus & Kauan), „Calma” (Jorge & Mateus) și „É Com Ela Que Eu Estou” (Cristiano Araújo).
La 5 noiembrie 2021, a urcat la bordul unui avion în Goiânia, împreună cu producătorul său Henrique Ribeiro și cu unchiul său, consilierul Abicieli Silveira Dias Filho, cu destinația Caratinga, în interiorul Minas Gerais, unde avea să țină un concert. Avionul bimotor Beech fabricat în 1984, care, conform ANAC, era în stare bună și avea autorizație de a presta servicii de taxi aerian, s-a prăbușit într-o zonă rurală din Piedade de Caratinga, oraș învecinat cu Caratinga, după ce s-a ciocnit de cablurile electrice ale unui turn de distribuție a energiei CEMIG, la câțiva kilometri de aeroportul unde avea să aterizeze. În jurul orei 16.30, publicistul artistului a emis un comunicat de presă în care a informat că toți pasagerii avionului au fost deja salvați și sunt bine, lucru negat ulterior de pompieri. Aproximativ o oră mai târziu, moartea lui Mendonça și a celorlalți membri ai echipajului, inclusiv a pilotului și copilotului aeronavei, a fost confirmată într-un comunicat oficial. Moartea sa a avut un mare impact pe rețelele naționale și internaționale și mai mulți artiști au deplâns tragedia și și-au adus omagiu pe rețelele de socializare, precum Gal Costa, Gustavo Mioto, Ivete Sangalo, Dulce María, Roberta Miranda, Gilberto Gil, Pabllo Vittar, Alcione etc.